# Flunizolid
Flunizolid (łac. flunisolidum) – wielofunkcyjny organiczny związek chemiczny z grupy kortykosteroidów, lek stosowany miejscowo w leczeniu astmy oskrzelowej oraz kataru siennego.

## Mechanizm działania
Flunizolid jest kortykosteroidem stosowanym miejscowo o działaniu przeciwzapalnym i przeciwalergicznym. Podstawowym metabolitem flunizolidu jest 6β-hydroksyflunizolid, który jest również aktywnym kortykosteroidem o czasie półtrwania 4 godziny.

## Zastosowanie
- astma oskrzelowa[3]
- alergiczny nieżyt nosa[5]

W 2016 roku żaden produkt leczniczy zawierający flunizolid nie był dopuszczony do obrotu w Polsce.

## Działania niepożądane
Flunizolid może powodować następujące działania niepożądane, występujące z częstotliwością >3%:
- ból głowy
- reakcja alergiczna
- zakażenie bakteryjne
- wymioty
- nudności
- ostre zapalenie gardła
- nieżyt nosa
- zwiększone nasilenie kaszlu
- zapalenie zatok przynosowych
- krwawienie z nosa
- zakażenie układu moczowego